# Astrid Klug

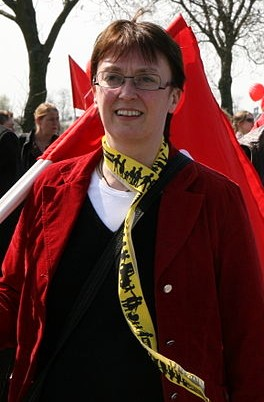
Astrid Klug auf einer Demonstration in Elmshorn (2010)

Astrid Klug (* 4. Februar 1968 in Homburg) ist eine deutsche Politikerin (SPD). Sie war von 2009 bis 2012 Bundesgeschäftsführerin der SPD. Von 2002 bis 2009 und 2013 war sie Bundestagsabgeordnete.

## Ausbildung und Beruf
Nach dem Abitur 1987 am Mannlich-Gymnasium in Homburg absolvierte Astrid Klug ein Studium des Bibliothekswesens an der Fachhochschule für Bibliotheks- und Dokumentationswesen (1995 in die Fachhochschule Köln eingegliedert) in Köln, welches sie 1990 als Diplom-Bibliothekarin (FH) beendete. Anschließend arbeitete sie bis 1992 in der Bibliothek der Universität des Saarlandes in Saarbrücken. Von 1992 bis 2002 leitete sie das Amt für Presse- und Öffentlichkeitsarbeit in der Verwaltung des Saarpfalz-Kreises.

## Partei
Seit 1984 engagierte sich Astrid Klug in der Umwelt-, Friedens- und Anti-Atomkraftbewegung und gehörte 1987 zu den Initiatoren und seitdem auch zu den Organisatoren der jährlich stattfindenden saarländischen Ökomesse Umwelt- und Friedenstag. 1985 wurde sie Mitglied der SPD.
Von 1999 bis 2008 war sie Vorsitzende des SPD-Stadtverbandes Homburg. 2001 wurde sie von der SPD als Kandidatin für das Amt des Oberbürgermeisters von Homburg aufgestellt, konnte sich jedoch bei der Wahl mit 34,6 % der Stimmen nicht gegen Joachim Rippel (CDU), auf den 62,0 % der Stimmen entfielen, durchsetzen. Nach Rippels Berufung zum Wirtschaftsminister war eine Neuwahl am 13. Januar 2008 erforderlich, bei der sie wiederum als Kandidatin der SPD antrat und dem amtierenden Bürgermeister Karlheinz Schöner (CDU), der 51,5 % der Stimmen erringen konnte, mit 41,3 % unterlag.
Von 1997 bis 2010 gehörte sie dem SPD-Landesvorstand im Saarland an und war ab 2000 auch stellvertretende SPD-Landesvorsitzende.
Am 15. November 2009 wurde Klug von der SPD-Generalsekretärin Andrea Nahles zur Bundesgeschäftsführerin der SPD ernannt. Zum 1. Juni 2012 legte sie ihr Amt aus persönlichen Gründen nieder.

## Abgeordnete
Von 1994 bis 2004 gehörte Astrid Klug dem Stadtrat ihrer Heimatstadt Homburg an.
Von 2002 bis 2009 war Astrid Klug Mitglied des Deutschen Bundestages. Hier war sie von 2004 bis 2005 Vorsitzende des Parlamentarischen Beirates für nachhaltige Entwicklung. Astrid Klug gehörte dem Netzwerk Berlin und der Parlamentarische Linken an.
Bei der Bundestagswahl 2005 zog Astrid Klug als direkt gewählte Abgeordnete des Wahlkreises Homburg in den Bundestag ein. Sie erreichte 40,1 % der Erststimmen. Bei der Bundestagswahl 2009 konnte sie mit nur 30,9 % der Stimmen diesen Erfolg nicht wiederholen und unterlag dem Kandidaten der CDU Alexander Funk, der 33,4 % erreichte.
Am 16. April 2013 rückte Astrid Klug für den am 6. April 2013 verstorbenen Abgeordneten Ottmar Schreiner in den Bundestag nach, sie schied am Ende der Legislaturperiode im selben Jahr wieder aus dem Parlament aus.

## Öffentliche Ämter
Am 23. November 2005 wurde sie als Parlamentarische Staatssekretärin beim Bundesminister für Umwelt, Naturschutz und Reaktorsicherheit in die von Bundeskanzlerin Angela Merkel geführte Bundesregierung berufen und hatte dieses Amt bis zum Ende des Kabinetts Merkel I am 27. Oktober 2009 inne.
Seit Januar 2014 ist Astrid Klug Leiterin der Abteilung Klimaschutz, Energie, Verkehr und Luftfahrt im saarländischen Wirtschaftsministerium.